# Ronnie Bremer
Ronnie Bremer (ur. 14 października 1978 roku w Kopenhadze) – duński kierowca wyścigowy.

## Kariera
Bremer rozpoczął karierę w międzynarodowych wyścigach samochodowych w 2001 roku od startów w Festiwalu Formuły Ford, w Europejskim Pucharze Formuły Ford, Danish Touringcar Championship i w Brytyjskiej Formule Ford. W późniejszych latach Duńczyk pojawiał się także w stawce Formuły 3 Korea Super Prix, Grand Prix Makau, Brytyjskiej Formuły 3, Masters of Formula 3, DM Revanchen - 4h, Atlantic Championship, Champ Car, Volkswagen Polo Cup Denmark, FIA GT3 European Championship, ADAC GT Masters, Copenhagen Historic Grand Prix - Royal ProAm, Peugeot Spider Cup Denmark, Grand American Rolex Series, 24 Hours of Barcelona, Legends Cup Denmark, NEZ Thunder Championship, Auto-G Danish Thundersport Championship oraz AutoMester Danish Thundersport Championship.